# Virgílio Maurício

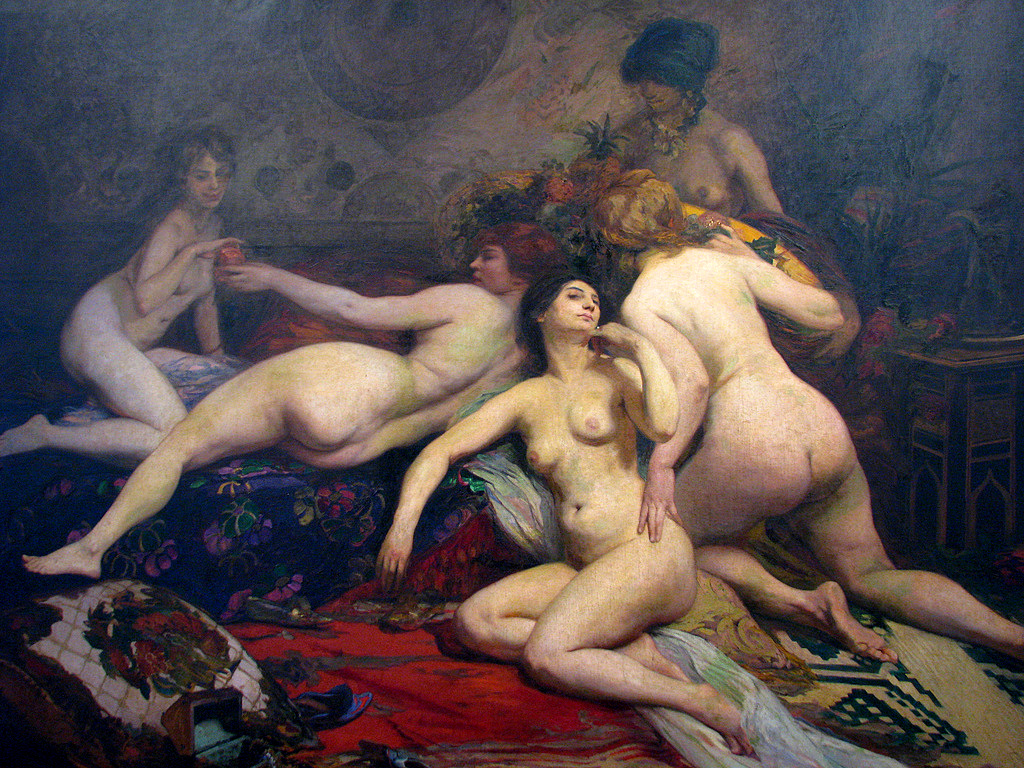
L'heure du Gouter (1914). Pintura de Virgílio Maurício (Pinacoteca do Estado, São Paulo).

Virgílio Maurício da Rocha (Lagoa da Canoa, 4 de abril de 1892 — Belo Horizonte, 13 de dezembro de 1937) foi um pintor, médico, jornalista, crítico de arte e escritor brasileiro.

## Vida e obra
Estudante de medicina, Virgílio Maurício se iniciou na carreira artística sob a orientação de Rosalvo Ribeiro, pintor alagoano de renome, formado em Paris. Na capital francesa, entrou em contato com a obra dos grandes nomes da Academia, frequentando diversos ateliês.
Na França, produziu obras que lhe conferiram amplo destaque, recebendo críticas favoráveis da imprensa e francos elogios dos pintores que à época dominavam Paris. Em 1914, finaliza L'heure du Gouter, exposta no Salon de Paris. Pintou ainda Orientale, Après le reve, Après le bal, Cabeça de Velho, para citar os maiores e mais conhecidos.
De volta ao Brasil, Virgílio residiu em Recife, Rio de Janeiro, São Paulo e, por fim, Belo Horizonte. Em Belo Horizonte residiu até sua morte com seu irmão o matemático alagoano Miguel Mauricio da Rocha. Fundou e manteve em São Paulo a revista O Mensário de Arte. Como crítico, suas principais obras são Algumas Figuras e Outras Figuras. Em 1937, ano de sua morte, organiza e participa da exposição Grupo Almeida Júnior, no Palácio das Arcadas, em São Paulo.